# Усть-Таловка (Алтайский край)
Усть-Тало́вка — село в Курьинском районе Алтайского края, административный центр Усть-Таловского сельсовета.

## История
Село возникло, по историческим меркам, недавно. Первые дома появились на заимках в окрестностях села Курья в 1910 году. К 1918 году поселение на берегу реки Таловка приобретает статус поселка. Зажиточные крестьяне имели мельницу и кожевенный завод. Обширные земли послужили предпосылкой для новых поселенцев, и в 1925 году в поселке была открыта первая (начальная) школа. В 1926 году только два жителя села могли показать свидетельство о среднем образовании.
На фронт во время Великой Отечественной войны были призваны 250 жителей Усть-Таловки, 143 из них остались на полях сражений.

## География
Село стоит на речке Локтевка, Усть-Колыванка и Таловка — это самая полноводная река, которая разливается во время паводков. Самый большой разлив произошёл в марте 2018 года.
Климат
В регионе преобладает континентальный климат, средние температуры зимой −19°С, летом +20°С. Территория района характеризуется чернозёмными почвами. Возле села растут сосны, пихты, березы, лиственницы, тополя, жимолость, ивы и клены.
Район богат полезными ископаемыми. На его территории есть Усть-Таловское месторождение, которое богато известняком и щебнем. Согласно постановлению Правительства Алтайского края, в 2016 году земли сельскохозяйственного назначения были переведены в категорию земель, связанных с промышленностью. Это сделано в целях дальнейшей разработки карьера по добыче строительного камня.

## Население
| 1997  | 1998  | 1999  | 2000  | 2001  | 2002  | 2003  |
| ----- | ----- | ----- | ----- | ----- | ----- | ----- |
| 1118  | ↘1117 | ↗1151 | ↘1130 | ↗1138 | ↘1056 | ↗1061 |
| 2004  | 2005  | 2006  | 2007  | 2008  | 2009  | 2010  |
| ↘1053 | ↗1060 | ↘1047 | ↘1034 | ↘1020 | ↘1018 | ↘964  |
| 2011  | 2012  | 2013  |       |       |       |       |
| ↘959  | ↘945  | ↗948  |       |       |       |       |

## Экономика
В советские времена работал совхоз «Мир», выращивали пшеницу, свеклу, картофель, разводили скот: овец и коров. Работал кирпичный завод. В перестроечные годы хозяйство преобразовано в ОАО «МИР», сфера деятельности осталась прежней.
Сегодня работает Усть-Таловский карьер. Он является основным поставщиком мраморизированного известняка для ремонта и создания новых дорог в Курьинском районе и поставляет сырье на Усть-Таловскую дробильно-сортировочную фабрику. В карьере ежегодно добывают до двухсот тысяч тонн осадочных пород.
Жители, в основном, занимаются возделыванием зерновых сельскохозяйственных культур, животноводством, как на частных подворьях, так и в качестве индивидуальных предпринимателей или в небольших коммерческих предприятиях.

## Образование
Муниципальное казенное общеобразовательное учреждение «Усть-Таловская средняя общеобразовательная школа» (МКОУ «Усть-Таловская средняя общеобразовательная школа»).
Изначально школа была открыта в селе в 1921 году, в ней было всего 20 учащихся в 2 классах. К 1929 году число учеников увеличилось до 110 человек. С 1989 года выпускники получают одиннадцатилетнее образование.
При школе действует этнографический музей. Его деятельность началась с небольшой выставки. За двадцать лет было собрано множество экспонатов, позволяющих организовать постоянные экспозиции, посвященные искусству вышивки, гончарному ремеслу, резьбе по дереву, предметам быта.
Учителями разработана специальная программа, в соответствии с которой музей играет особую роль в образовательном процессе.
В селе работает цифровое телевидение, есть интернет.